# Donkmeer
A Donkmeer (vagy Overmere-donk) tó a belgiumi Kelet-Flandria tartományban, Overmere és Uitbergen települések közelében található. 
A tó teljes vízfelszíne kb. 86 hektár és ezzel Flandria legnagyobb édesvízi tava. A tó a 17.-20. század között fokozatosan alakult ki, amikor az eredetileg mocsaras-lápos vidék vízelvezetését rendbe tették és kialakították a mai medervonalat.
A tó területéből kb. 30 hektár természetvédelmi védettséget élvez, és 1993 óta a Durme alapítvány gondozza. A tavon lehetőség nyílik vízi sportolásra, környéke kedvelt kirándulóhely, számos kávézó és étterem várja a látogatókat. A tó mellett felépült egy madárleshely is. 